# ویرا مانیکاتوان تورای
ویرا مانیکاتوان تورای (به لاتین: Vira Manikkatevan Turai) یک منطقهٔ مسکونی در سری‌لانکا است که در استان شمالی (سری‌لانکا) واقع شده‌است.